# South Sarasota
South Sarasota és una concentració de població designada pel cens dels Estats Units a l'estat de Florida. Segons el cens del 2000 tenia 5.314 habitants.

## Demografia
Segons el cens del 2000, South Sarasota tenia 5.314 habitants, 2.509 habitatges, i 1.487 famílies. La densitat de població era de 1.052,2 habitants/km².
Dels 2.509 habitatges en un 20,6% hi vivien nens de menys de 18 anys, en un 49,3% hi vivien parelles casades, en un 7,3% dones solteres, i en un 40,7% no eren unitats familiars. En el 32,8% dels habitatges hi vivien persones soles el 14,1% de les quals corresponia a persones de 65 anys o més que vivien soles. El nombre mitjà de persones vivint en cada habitatge era de 2,12 i el nombre mitjà de persones que vivien en cada família era de 2,68.
Per edats la població es repartia de la següent manera: un 18,1% tenia menys de 18 anys, un 4,6% entre 18 i 24, un 22,2% entre 25 i 44, un 29,7% de 45 a 60 i un 25,4% 65 anys o més.
L'edat mediana era de 48 anys. Per cada 100 dones de 18 o més anys hi havia 93,6 homes.
La renda mediana per habitatge era de 53.125 $ i la renda mediana per família de 74.907 $. Els homes tenien una renda mediana de 48.409 $ mentre que les dones 23.031 $. La renda per capita de la població era de 45.217 $. Entorn del 3,9% de les famílies i el 6,6% de la població estaven per davall del llindar de pobresa.

## Poblacions més properes
El següent diagrama mostra les poblacions més properes.